# 日本総合研究所 (株式会社)
株式会社日本総合研究所（にほんそうごうけんきゅうしょ、英称：The Japan Research Institute, Limited.、略称：JRI）は、東京都品川区と大阪府大阪市西区に本社（登記上の本店は東京都品川区）を置く、三井住友フィナンシャルグループ（SMBCグループ）の大手シンクタンク企業。三井グループならびに住友グループに属する。略称は日本総研、JRI。
シンクタンク部門・コンサルティング部門（インキュベーション機能を含む）・ITソリューション部門（ユーザー系のシステムインテグレーター）で構成される。
五大シンクタンク（日本総合研究所、野村総合研究所、三菱総合研究所、三菱UFJリサーチ&コンサルティング、みずほリサーチ&テクノロジーズ）の一つ。

## 会社概要

### 概略
日本を代表する民間総合シンクタンクの一つであり、1969年に住友銀行から分離独立した起源を持つ。住友銀行から独立した日本情報サービス株式会社に、住友銀行シンクタンク部門・さくら総合研究所調査部（旧三井銀総合研究所、旧太陽神戸総合研究所、旧三井銀行調査部）・住友ビジネスコンサルティング・SMBCコンサルティングコンサルティング部門などが加わり、現在の日本総合研究所が誕生した。これは、野村総合研究所（NRI）、三菱総合研究所（MRI）などと共に1970年前後のシンクタンク設立ブームの中に位置づけられる。
三井住友銀行やSMBC日興証券などと共に三井住友フィナンシャルグループ（SMFG、SMBCグループ）を構成する。グループにおけるシンクタンク機能・コンサルティング機能・ITソリューション機能を司る。
シンクタンク部門は経済分析・政策提言等の発信、コンサルティング部門は民間企業の経営戦略・官公庁の政策に関するコンサルティング・産業創造（インキュベーション）、ITソリューション部門はSMBCグループのデジタライゼーション、金融ITなどに強みがある。
スローガンは「次世代の国づくり」。
一般財団法人日本総合研究所との直接的な関係はない。また、創立当時、「住友」の名を社名にあえて冠さなかったのは、住友銀行や住友グループにとらわれない中立的な立場で研究や提言を行い、日本を代表するような国際的シンクタンクになることを志向したためである。
五大シンクタンク（日本総合研究所、野村総合研究所]、三菱総合研究所、三菱UFJリサーチ&コンサルティング、みずほリサーチ&テクノロジーズ）の一つ。

## 歴史
- 1969年2月20日 - 住友銀行から分離独立『日本情報サービス株式会社』設立。
- 1970年8月 - 資本金2億円に増資。
- 1971年8月 - 資本金4億円に増資。
- 1972年7月 - 資本金6億円に増資。
- 1977年1月 - 名古屋支社開設。
- 1980年2月 - 福岡支社開設。
- 1982年9月 - 札幌支社開設。
- 1985年10月 - 大阪本社四ツ橋に移転。四ツ橋センター開設。
- 1988年7月 - 大阪本社第2ビル竣工。
- 1988年8月 - 資本金10億円に増資。
- 1989年12月 - 住友銀行内のシンクタンク部門を移管し、（旧）『株式会社日本総合研究所』に社名変更。総合研究本部を新設。
- 1989年12月 - 資本金18億円に増資。
- 1993年6月 - 株式会社日本総研システムソリューション設立。
- 1994年11月 - 東京本社・総合研究本部を千代田区一番町に移転。
- 1995年4月 - 住友ビジネスコンサルテイング株式会社と合併。
- 1995年4月 - 資本金20億円に増資。
- 1995年5月 - 香港支社開設（1999年10月より駐在員事務所）。
- 1995年10月 - ニューヨーク支社開設。
- 1996年8月 - シンガポール支社開設。
- 1996年11月 - ISO9001:2000認証取得。
- 1998年10月 - プライバシーマーク使用許諾事業者認定。
- 2000年4月 - 株式会社日本総研システムソリューションと合併。
- 2000年5月 - ISO14000認証取得。
- 2001年4月1日 - 住友銀行とさくら銀行との合併に伴い、株式会社さくら総合研究所の調査部ほかを統合。株式会社さくら総合研究所は、株式会社日本総研ビジコンを合併しSMBCコンサルティング株式会社に商号変更。
- 2001年7月 - 東京データセンター開設。
- 2001年12月 - SMBCコンサルティング株式会社のコンサルティング部門を統合。
- 2001年12月 - 資本金30億円に増資。
- 2002年11月1日 - （旧）株式会社日本総合研究所は、現在の『株式会社日本総合研究所』を会社分割（新設分割）し、純粋持株会社となり『株式会社日本総研ホールディングズ』に商号変更（持株会社体制に移行）。
- 2002年12月 - 資本金100億円に増資。
- 2003年2月1日 - 株式会社三井住友フィナンシャルグループ（SMFG）が株式会社日本総研ホールディングズを吸収合併したことに伴い、株式会社日本総合研究所はSMFGの直接の完全子会社になる。
- 2003年4月 - 株式会社三井住友銀行のシステム関連機能を移管・統合。
- 2004年4月 - 執行役員制度導入。
- 2006年7月 - 会社分割により株式会社日本総研ソリューションズ（現・株式会社JSOL）を設立し、三井住友フィナンシャルグループ以外の一般企業・公共向けITシステム事業を移管。
- 2008年5月 - 次世代育成支援対策推進法（くるみん）準拠。
- 2009年8月 - 大阪本社、及び大阪市内の各拠点（関連会社含む）を大阪市西区に移転。
- 2011年7月 - 株式会社JOE（株式会社日本総研オフィスエンジニアリング）の全株式をさくら情報システムへ譲渡[5]。
- 2012年1月 - 東京本社、及び東京都内の各拠点を東京都品川区に移転。
- 2016年2月 - 次世代育成支援対策推進法（プラチナくるみん）特例認定。
- 2024年4月 - 株式会社三井住友フィナンシャルグループを親会社とする中間持株会社「株式会社日本総研ホールディングス」の子会社となる。
- 2024年5月 - フィリピン支社開設。

## 事業概要
事業分野は、シンクタンク部門、コンサルティング部門、ITソリューション部門の3事業に分類される。
シンクタンク部門とコンサルティング部門のパーパスは「次世代起点でありたい未来をつくる」。近年はイヴァン・イリイチから着想を得た「自律共生社会の実現」をスローガンに、経営課題のみならず社会課題解決などにも力を入れている。

### シンクタンク（調査部）
民間シンクタンクとしては国内有数の規模を持つ。「活力ある日本の経済社会づくり」に資するべく、経済分析や政策提言を行っている。とりわけ政策提言については、政府の各種審議会・委員会にメンバーとして参画する部員も多く、実際の政策立案にも貢献している。なお、社外の研究機関と兼任している研究員も多い。
組織は、以下の3センターと複数のプロジェクトチームからなる。
- マクロ経済研究センター
  - 内外景気・金融政策動向予測／内外経済環境分析
- 関西経済研究センター
  - 関西地区の経済・産業構造分析、調査
- 金融リサーチセンター
  - 金融機関を取り巻く業務環境や規制動向、内外金融機関の戦略を中心とした研究

代表的なプロジェクトチームは、「税・社会保障の抜本改革」プロジェクト、「地方創生の再構築」プロジェクト、「デジタル時代の価値創造」プロジェクトなどであり、定期刊行物、不定期発行の各種リポート、シンポジウム、書籍、メディア出演等を通じて成果を公表している。

### コンサルティング（創発戦略センター、リサーチ・コンサルティング部門）
企業・官公庁などの戦略コンサルティングを行うリサーチ・コンサルティング部門、「インキュベーション・シンクタンク」を目指してビジネスモデル開発・事業立ち上げ支援などを行う創発戦略センターに分かれる。グローバルな大企業から行政・公共機関に至るあらゆる組織に対し、政策提言、戦略立案、戦略実行を手がける。
SMBCグループが抱える強力な顧客基盤の他、一人のコンサルタントが民間系・公共系両方の案件に取り組むこと、全体の案件数を見ても官・民のバランスが良いことも特徴であり、民間と公共両方の専門知を生かした戦略コンサルティング、政策立案などに強みを持つ。
高度な専門知識を持つプロフェッショナル集団によるプロジェクト編成を行い、企業活動や人々の生活にかかわる社会の多くのテーマをカバーしている。その中でも、特に環境・エネルギー、ヘルスケア、オープンイノベーション、官公庁、都市・交通・モビリティなどの分野、地域の観光資源やエネルギー資源・スポーツ施設等を活用した地域活性化、PFI/PPPを活用した公共インフラの充実、情報通信やIoTを実装した次世代の町づくり、インフラ輸出プロジェクト、インフラ企業の海外戦略とM&A支援、中国・ASEAN医療関連ビジネスの展開支援、業務改革支援プロジェクト、SMBCグループの顧客に関連したM&Aなどに強みを持つ。主な事業分野は以下の通りである。

#### 業務別
- 経営戦略・事業戦略
  - 経営ビジョン／企業戦略／経営計画（中期・短期）／事業戦略・事業計画／リスクマネジメント・危機管理／海外リサーチ／中国事業戦略
- グループ経営、M&A戦略
  - グループビジョン／グループ事業戦略・事業再編／グループ組織改革／グループIT戦略／グループHRM／グループ事業管理と連結管理会計／グループ財務戦略／ビジネスデューデリジェンス／企業統合による組織再編（PMI（英語版））
- 財務戦略
  - 財務戦略／グループ資金管理戦略／キャッシュフロー経営／株式公開／内部統制／デットIR／ランス・スコアカード／IFRS
- 経営改革
  - 事業再生スキーム策定／事業再生の計画・実行／経営改善計画・実行／コスト削減案／収益力強化／経営管理体制整備／コーポレートガバナンス・コード
- マーケティング・営業力強化
  - マーケティング戦略／営業戦略／営業改革／ブランド戦略／商品力強化／CRM／顧客満足経営／BOP（ボトム・オブ・ピラミッド）戦略
- 新規事業開発
  - 新規事業創造マネジメント／新規事業戦略・計画／事業開発人材育成／社内ベンチャー設立／社内アイデア・資源の評価と事業化
- 中堅・中小企業／オーナー経営支援
  - 事業承継／後継者育成／人材育成・教育／経営総合診断・アドバイザリー／業務革新／情報化推進／ファミリーマネジメント／その他
- 業務改革・IT／DX
  - 組織化・標準化による営業力の底上げ・継承／新市場開拓／収益源の多様化／業務の効率化と高度化／資産効率最大化／経営・事業管理強化／人材活用強化／IT組織改革／デジタル化推進組織改革／企業統合による組織再編（PMI）／情報システム最適化／全社DX推進／システム診断・監査／DX診断／ガバナンス強化
- 技術戦略・イノベーション
  - 研究開発マネジメント／技術イノベーション促進／技術シーズの商品化／提案型技術者の育成／知的財産の活用
- サステナビリティ経営
  - ESG・SDGs経営レベル評価／ESG経営を実現する戦略の策定／SDGs起点の事業開発／ESGリスクマネジメント／気候変動／TCFD対応／生物多様性／TNFD対応／人権リスク対応／サステナブルファイナンスの活用・開発支援／統合報告書／サステナビリティレポート作成支援
- 人事・組織・人材開発
  - 組織・人事戦略／人事制度／HRテクノロジー／ダイバーシティ・マネジメント／グローバル人材マネジメント／働き方改革／組織・人材開発／組織診断サーベイ／役員報酬・コーポレートガバナンス

#### 産業別
- 農業・食品
  - 農産物／食品メーカー／卸・商社／小売／検査機関
- 建設・不動産
- 建設／住宅・住宅設備／不動産／スマートシティ・まちづくり
- 医療・介護・ヘルスケア
  - 医薬品・医療機器／病院／健康ビジネス／介護サービス
- ものづくり
  - ビジネスモデル革新／海外市場戦略
- 環境・エネルギー・資源
  - 環境・エネルギー・資源分野の政策提言・政策立案支援／電力・ガス制度改革関連コンサルティング／新エネルギー・再生可能エネルギー事業関連コンサルティング／電力市場シミュレーション・市場リスク分析／環境・エネルギー・資源分野におけるM&A・デューデリジェンス／海外展開・インフラ輸出／スマートグリッド／スマートコミュニティ／地域エネルギー事業関連コンサルティング／低炭素エネルギー基盤
- 情報・通信
  - 通信・放送インフラ／情報通信機器／情報通信デバイス／情報通信サービス（コンテンツ）
- 運輸
  - 鉄道
- 流通
  - 成長戦略／商品開発／ソーシング・調達／マーチャンダイジング／サプライチェーン／店舗・EC／マーケティング・顧客エンゲージメント
- 金融ビジネス
  - サステナブルファイナンス／ESG投資／社会的責任投資（SRI）
- 教育
  - 学校経営改革／学習塾・予備校
- 観光・レジャー・エンターテインメント
  - ホテル・旅館／レジャー・エンターテインメント
- 官公庁・外郭団体
  - 産業振興・地域振興政策／医療・介護・ヘルスケア政策／電子行政・情報化政策／環境・エネルギー政策／まちづくり・官民連携（PPP（英語版）/PFI）政策／交通・流通・観光政策／海外展開支援政策／未来政策形成とパフォーマンス評価

### ITソリューション
国内・海外を含めた三井住友銀行のシステム企画・開発・運用管理業務など、SMBCグループ（特に三井住友銀行、三井住友カード、三井住友ファイナンス&リース）の事業戦略をITで実現する。最先端の技術を駆使したシステム開発、金融サービス創出も積極的に取り組む。2001年に外販部門を株式会社日本総研ソリューションズ（現・株式会社JSOL）に分社化したため、現在はSMBCグループ向けに特化している。また、SMBCグループ内における先端技術トレンドの調査・提言を行う「先端技術ラボ」を含む。
主な事業分野は以下の通り。
- バンキング
  - SMBCダイレクト／外国為替先物予約サービス「i-Deal」／グローバル統合財務管理サービス「SMAR&TS」バンキング
- クレジットカード
  - クレジットカードサイト「Vpass」／クレジットカード決済「iD」
- クレジットカードファイナンスリース・信販
  - グループ企業の基幹システム構築／会計基準変更、法改正等によるサービスの見直しファイナンスリース・信販
- 先端技術・セキュリティ
  - 最新テクノロジーの実用化（AI、ブロックチェーン等）／サイバーセキュリティ分野の技術情報の分析、検討
- グローバル展開
  - ニューヨーク、ロンドン、上海、シンガポールの海外拠点をベースにしたITソリューション

## 経営理念
「知識エンジニアリング」活動によるお客様価値共創
- 我々は知識エンジニアリング活動を通じて、お客様・社会の新たな価値実現にパートナーとして貢献する。
- そのために、
  - 我々は、「お客様満足の最大化」を喜びとする。（対外指針）
  - 我々は、「変化」と「多様性」を友とする。（行動指針）
  - 我々は、「強い個人の集団」を目指す。（組織指針）

## 関係者

### 現職者
- 谷崎勝教（代表取締役社長、東京財団政策研究所理事、元三井住友フィナンシャルグループCIO執行役専務、CDIO、元三井住友銀行市場営業推進部長、市場運用部長、システム統括部長、）
- 高橋進（チェアマン・エメリタス、元理事長、元早稲田大学教授）
- 田中均（国際戦略研究所理事長2011-、元外交官（在サンフランシスコ日本国総領事、外務省経済局局長、外務審議官、元東京大学教授）
- 高橋邦夫（国際戦略研究所副理事長、元外交官（元ネパール全権委任大使））
- 翁百合（理事長、金融庁金融審議会委員／財務省財政制度等審議会委員／厚生労働省社会保障審議会委員／内閣官房「新しい資本主義実現会議」構成員／NIRA理事）
- 呉軍華（調査部 上席理事、日綜（上海）投資コンサルティング有限公司董事長・首席研究員、元ハーバード大学客員研究員）
- 西沢和彦（調査部 理事、元社会保障制度改革国民会議委員など）
- 石川智久（調査部 調査部長／チーフエコノミスト）
- 藻谷浩介（調査部 主席研究員、日本政策投資銀行特任顧問、元内閣官房委員など）
- 藤波匠（調査部 上席主任研究員）
- 山田久（元調査部長、現客員研究員、法政大学教授）
- 高橋俊之（特任研究員、元厚生労働省年金局長）
- 松岡靖晃（創発戦略センター 所長）
- 足達英一郎（常務理事 未来社会価値研究所長、環境省委員）
- 井上岳一（創発戦略センター エクスパート、内閣府委員）
- 村上芽（創発戦略センター エクスパート）
- 齊木大（創発戦略センター 京都大学准教授）
- 木通秀樹（創発戦略センター NEDO委員会委員など）
- 木下輝彦（リサーチ・コンサルティング部門 本部長、現取締役 専務執行役員、グロービス経営大学院教授）
- 山田英司（リサーチ・コンサルティング部門 理事、早稲田大学講師）
- 石田直美（リサーチ・コンサルティング部門 本部長代行、内閣府参事官）
- 南雲俊一郎（プリンシパル、リサーチ・コンサルティング部門、九州大学准教授）
- 東博暢（プリンシパル、リサーチ・コンサルティング部門、大阪公立大学教授）
- 浅川秀之（プリンシパル、リサーチ・コンサルティング部門、総務省審議会委員など）
- 柿崎平（プリンシパル、リサーチ・コンサルティング部門、公正取引委員会委員など）

現在の主な研究員一覧は以下の通り。
- 研究員紹介

### 出身者
- 島本禮一（元理事長1989-1993）
- 田坂広志（元取締役、元内閣官房参与）
- 薄井信明（元理事長、元国税庁長官）
- 海野恒男（元副理事長、元経済官僚（経済企画審議官））
- 湯元健治（副理事長）
- 厚木進（顧問、日本郵政代表執行役副社長）
- 飯田哲也（元主任研究員、環境エネルギー政策研究所所長）
- 井熊均（執行役員 元創発戦略センター所長）
- 稲葉英幸（現在は株式会社東京国際研究所所属）
- 宮脇淳（元研究員、北海道大学名誉教授）
- 矢ヶ崎紀子（元上席主任研究員、東京女子大学副学長）
- 山田務（元主席研究員、筑波大学名誉教授）
- 持永哲志（元主席研究員、元経済官僚）
- 石井登志郎（元副主任研究員、元衆議院議員）
- 手塚貞治（元プリンシパル、國學院大学教授）
- 有田亮太郎（東京大学教授）
- 藤田哲雄（京都大学教授）
- 西口健二（京都大学教授）
- 南英治（京都大学准教授）
- 丸山武史（大阪大学教授）
- 君塚肇（大阪大学准教授）
- 醍醐市朗（東京大学准教授）
- 平島禎（大阪大学教授）
- 別所俊一郎（早稲田大学教授）
- 宮脇淳（北海道大学教授）
- 藤井秀昭（京都産業大学教授）
- 清水武史（岡山大学准教授）
- 矢ヶ崎紀子（東京女子大学教授）
- 足代訓史（専修大学教授）
- 小川昭（国際基督教大学准教授）
- 山本仁志（立正大学教授）
- 秦康範（日本大学教授）
- 坪井一洋（茨城大学教授）

## 事業所

### 主な国内拠点
- 東京都
  - 東京本社 （品川区 - 大崎フォレストビルディング）
  - 社会価値共創スタジオ（千代田区 - 新丸の内ビル）
  - 自律協生スタジオ「コンヴィヴィ」（新宿区 - 武蔵野美術大学 市ヶ谷キャンパス内）
- 大阪府
  - 大阪本社 （大阪市西区 - 土佐堀ダイビル）

### 主な海外拠点
- 米国
  - JRI America, Inc.(三井住友銀行欧米システムの開発・保守を行っている。)
- 英国
  - JRI Europe, Ltd.(三井住友銀行欧州拠点のシステムの開発・保守を行っている。)
- 中国
  - 日綜（上海）信息系統有限公司 (三井住友銀行中国拠点のシステムの開発・保守、及び中国の中央政府、地方政府へのコンサルティングやプロジェクト開発支援、日中企業の事業支援などを行っている。)
- シンガポール
  - シンガポール支社 (三井住友銀行アジア拠点のシステムの開発・保守を行っている。)
- フィリピン
  - フィリピン支社（SMBCグループ各社のシステム開発・保守・運用を行っている。）

## 日本総研グループ
- 株式会社JSOL（旧株式会社日本総研ソリューションズ）
  - 日本総研ソリューションズの株式50%をNTTデータに譲渡して成立。
- 株式会社日本総研情報サービス（旧株式会社ジェイス）

## 関連会社
- 三井住友フィナンシャルグループ（親会社）
- 三井住友銀行（兄弟会社）
- SMBC信託銀行（兄弟会社）
- 三井住友ファイナンス＆リース（兄弟会社）
- SMBC日興証券（兄弟会社）
- 三井住友カード（兄弟会社）
- SMBCコンシューマーファイナンス（兄弟会社）
- 三井住友DSアセットマネジメント（兄弟会社）
- SMBCコンサルティング
- 住友グループ広報委員会
- 株式会社日本総研ホールディングス